# Pseudocalamobius ceylonensis
Pseudocalamobius ceylonensis är en skalbaggsart som beskrevs av Stefan von Breuning 1940. Pseudocalamobius ceylonensis ingår i släktet Pseudocalamobius och familjen långhorningar.
Artens utbredningsområde är Sri Lanka. Inga underarter finns listade i Catalogue of Life.